# Albert Brenninkmeijer
Albert Alphons Ludgerus Brenninkmeijer, auch Albert A. L. Brenninkmeijer (* 16. Mai 1974 in La Celle-Saint-Cloud bei Paris) ist ein deutsch-niederländischer Manager. 

## Leben
Albert Brenninkmeijer, Sohn aus der Ehe von Alphons Ludgerus Brenninkmeijer (* 1938) und Cécile geb. Duwaer (* 1944), studierte Wirtschaftswissenschaften an der University of Edinburgh und absolvierte einen MBA an der University of Oxford. Er trat in das Familienunternehmen C&A ein, durchlief das Ausbildungs- und Trainingsprogramm der Unternehmerfamilie Brenninkmeijer und war Mitglied der Geschäftsleitung in Frankreich.
Er ist seit 2012 Mitglied des fünfköpfigen Board of Directors der C&A Foundation und verantwortet als CEO das Firmengeschäft der C&A Mode AG in Baar ZG, Schweiz, mit einem Umsatz von ca. 579 Millionen Franken in 101 Schweizer C&A-Geschäften (Stand 2011/12). Er führt die Liste der reichsten Deutschen in der Schweiz an.
Er heiratete am 21. April 2012 standesamtlich in den Niederlanden und am 16. Juni 2012 kirchlich in der Basilika San Miniato al Monte in Florenz Prinzessin Carolina von Bourbon-Parma (* 1974), Tochter von Prinz Carlos Hugo von Bourbon-Parma und Prinzessin Irene von Oranien-Nassau sowie Nichte der damaligen Königin Beatrix der Niederlande. Aus der Ehe stammen eine 2014 geborene Tochter und ein 2015 geborener Sohn. Die Familie lebt gegenwärtig in Hongkong.